# ليفون باشاجيان
ليفون باشاجيان (20 سبتمبر 1983 أرمينيا - ) هو لاعب كرة قدم أرمني، يلعب كلاعب وسط.

## وصلات خارجية
ليفون باشاجيان على موقع اتحاد السويد (السويدية)
- ليفون باشاجيان على موقع قاعدة بيانات كرة القدم.إي يو (الإنجليزية)
- ليفون باشاجيان على موقع ناشيونال فوتبول تيمز (الإنجليزية)
- ليفون باشاجيان على موقع Soccerway.com (الإنجليزية)